# Прапор Берегівського району
Пра́пор Бе́регівського райо́ну — один з офіційних символів Берегівського району Закарпатської області, затверджений 28 жовтня 2002 року рішенням сесії Берегівської районної ради.

## Опис
Прапор району являє собою прямокутне полотнище білого кольору із співвідношенням ширини до довжини в пропорції 2:3. В центрі полотнища розміщено герб району. По периметру прапор обрамлено рівносторонніми кольоровими трикутниками. З лівого та нижнього краю прапор обрамлено трикутниками червоного та зеленого, з правого та верхнього — трикутниками жовтого і блакитного кольорів.
Жовтий і блакитний кольори символізують українське населення регіону, червоні та зелені — угорське.
Прапор району двосторонній.